# Brandon Barzey
Brandon James Barzey (27 luglio 1999) è un calciatore montserratiano, centrocampista svincolato della nazionale montserratiana.

## Carriera

### Club
Dopo aver giocato nelle giovanili del QPR ha giocato con vari club nelle serie minori inglesi, fino alla sesta divisione.

### Nazionale
Nel 2022 ha esordito con la nazionale di Montserrat.